# Església de Lomisa
L'església de Lomisa (en georgià: ლომისა) és un santuari cristià medieval a l'est de Geòrgia, dedicat a sant Jordi. Es tracta d'una senzilla església de pedra construïda en el segle IX o X. Situada a uns 2.200 m sobre el nivell de la mar en una cresta muntanyosa, la conca entre les valls de Ksani i Aragvi, és el principal santuari de la província de Mtiulètia i de les comunitats veïnes, així com l'escenari d'un festival anual a la setena setmana després de Pasqua, que inclou un sacrifici massiu d'animals. A causa de la seva importància històrica i cultural, l'església està inscrita en la llista de Monuments Culturals destacats de Geòrgia.

## Localització

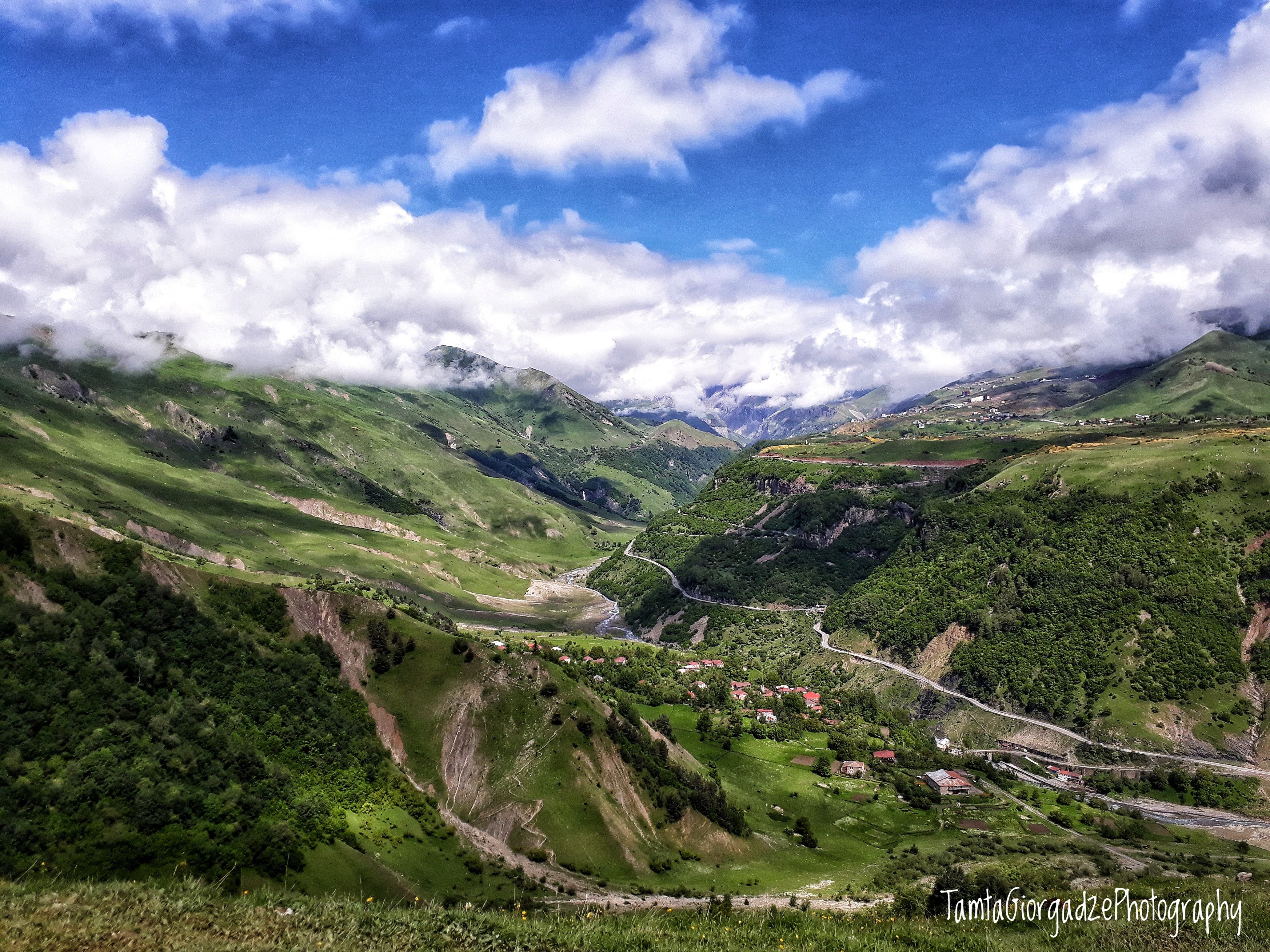
Vista general de la vall

L'església de Lomisa culmina un alt pas muntanyós al municipi de Dusheti, a uns 7 km al sud del llogaret de Kvemo Mleta i a 18 km al nord-oest de la petita ciutat de Pasanauri en línia recta. El bosc Lomisi o Alevi, en què es troba l'església, domina la vall d'Aragvi al districte històric de Mtiulètia, que ara forma part administrativament de la regió de Mtskheta-Mtianeti de Geòrgia, al nord, i una part de la vall de Ksani al sud, que va quedar sota el control d'Ossètia del Sud escindida durant la Guerra russogeorgiana d'agost de 2008.

## Arquitectura

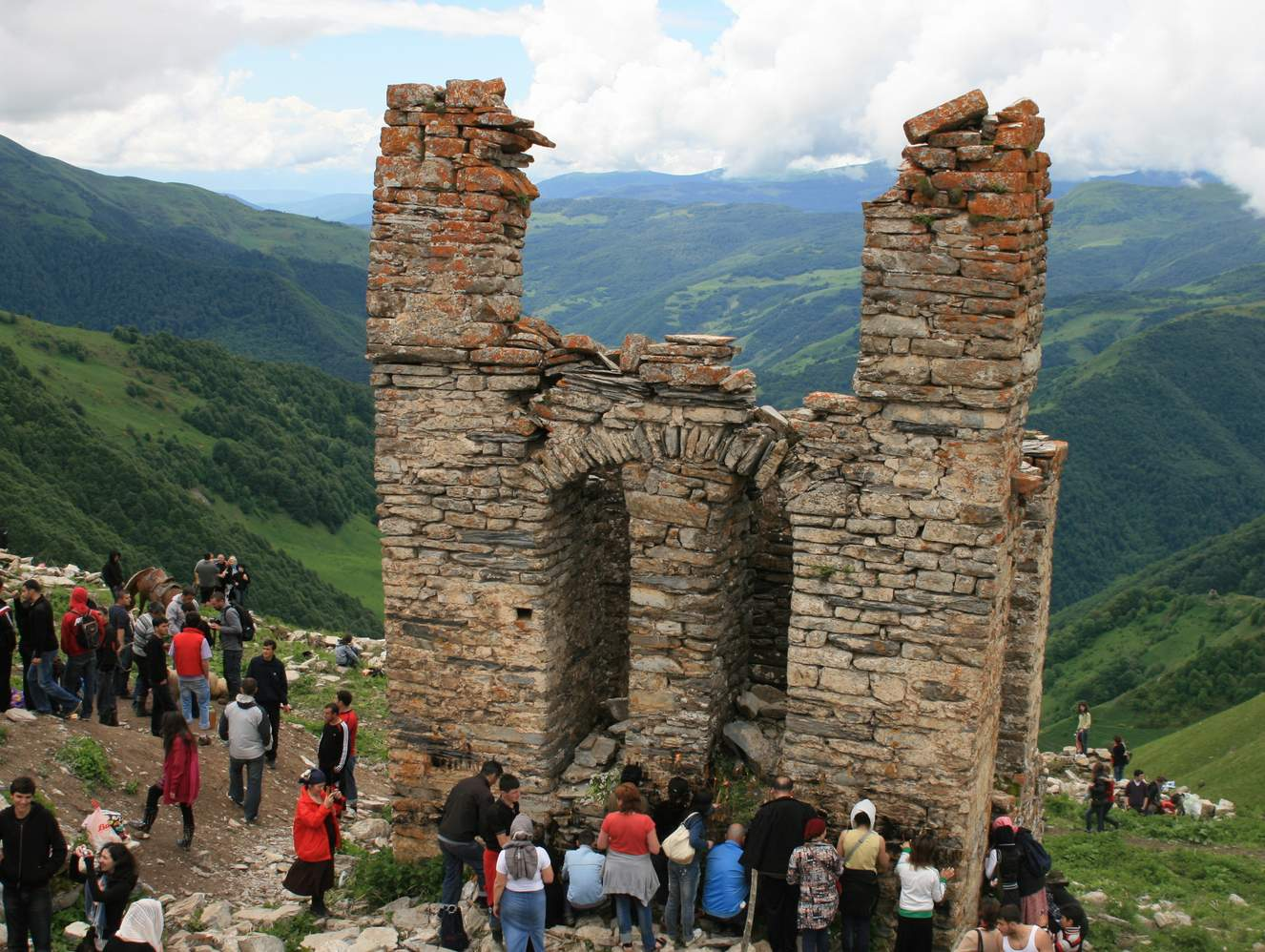
Ruïnes del campanar de Lomisa

Lomisa és una senzilla església de planta de saló, de 14,5 m × 7,8 m, construïda en pedra sense revestir. L'edifici originari data del segle IX o X. N'hi ha dos annexos al sud i al nord, que van ser construïts posteriorment. Algunes parts de l'església han caigut en ruïnes, fent que l'edifici estigui parcialment enterrat i entre enderrocs. L'interior ha estat remodelat diverses vegades al llarg de la història. A l'església existent, el sostre voltat descansa sobre un arc sostingut per pilastres. Les parets longitudinals presenten fornícules. L'edifici està envoltat de ruïnes de diverses estructures, incloent-hi les columnes del que una vegada va ser un campanar de dos pisos al sud de l'església.

## Història

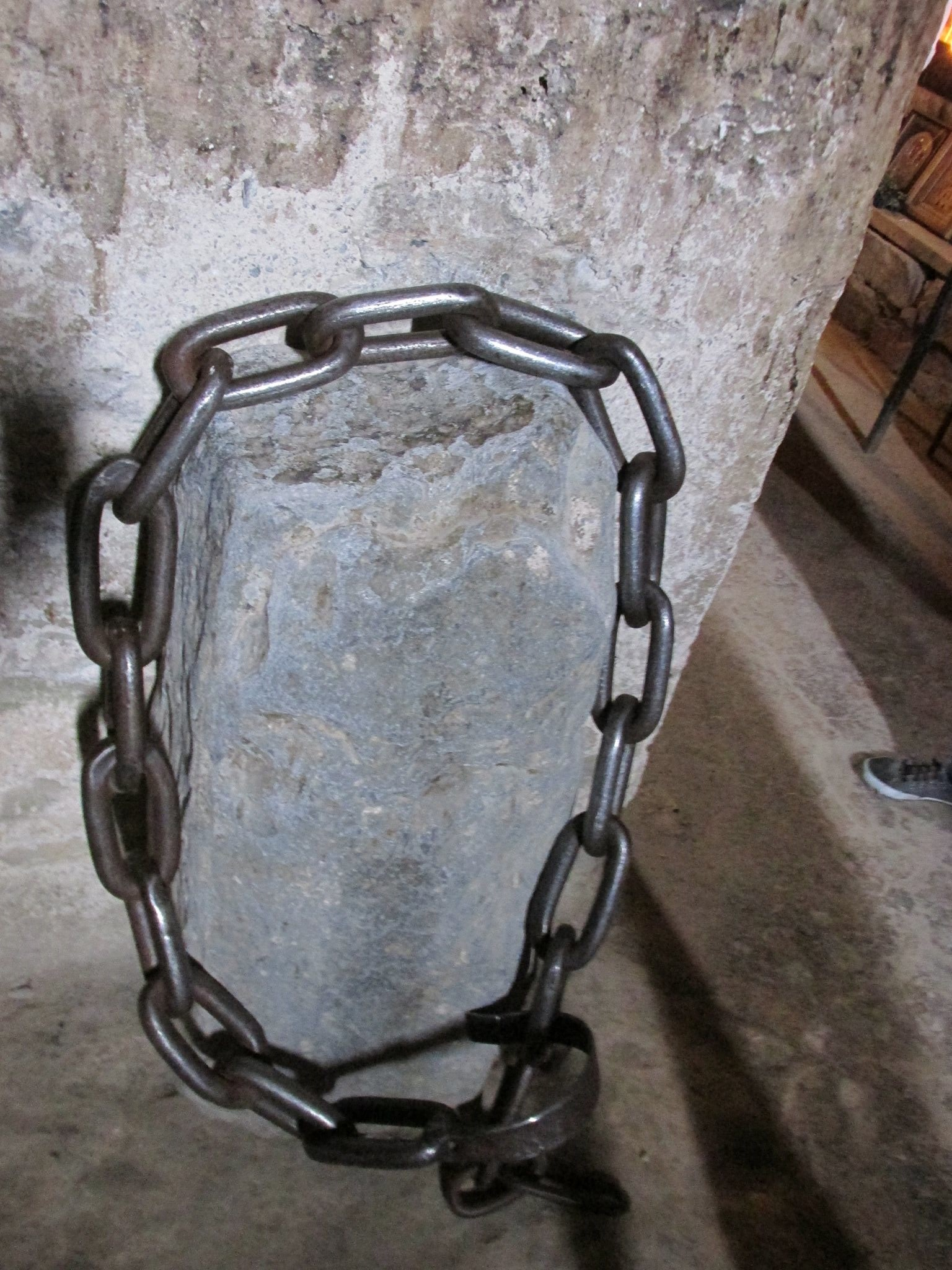
Cadena de ferro que els creients es col·loquen penjada del coll per demanar un desig

Lomisa apareix en moltes llegendes i contes populars locals. Es diu que l'església va ser construïda aquí per commemorar l'alliberació de 7.000 georgians de la captivitat de Coràsmia per la intervenció miraculosa de la icona de sant Jordi que va arribar pujat en un bou anomenat Loma ('lleó'). Una altra llegenda diu que un capità d'un destacament reial va enfurismar a la icona, quan va tallar la porta de l'església per fer llenya: els soldats es van tornar cecs i no els va retornar la vista fins que el capità no va prometre donar una porta de ferro a l'església. A l'interior de l'església es conserva una porta de fusta de roure recoberta dels textos georgians dels segles XVI-XVII. L'església també conté una antiga cadena de ferro que els creients col·loquen penjada del coll i recorren voltant el santuari tres vegades en sentit contrari a les agulles del rellotge per complir una promesa o demanar un desig.
Lomisa ha estat històricament el santuari cristià més sagrat per als muntanyencs georgians orientals i el seu jurament més vinculant ha estat el de sant Jordi de Lomisa.
Fou el lloc on els vilatans es reunien i deliberaven sobre els assumptes de guerra i pau. L'església gaudia del patrocini de la reialesa i la noblesa georgianes, i també sembla haver tingut servidors. A la dècada de 1320, el rei Jordi V de Geòrgia es va aturar a Lomisa per resar davant de sant Jordi quan regressava d'un viatge al congost de Darial. Aquest rei va emetre especialment un conjunt de lleis per regular les condicions a les valls de les muntanyes; una de les clàusules establia que un assassí d'un pagès de Lomisa presentat pel rei o per qualsevol havia de ser multat amb 1.500 peces de plata.
El santuari de Lomisa va conservar molts articles de l'església, com ara icones, creus, pancartes i diversos estris. El príncep Vakhushti, compilant la seva Geografia de Geòrgia al voltant de 1745, va escriure que l'església salvaguardava «nombroses icones i creus, d'or i plata». Alguns d'aquests elements supervivents s'han eliminat per a la seva conservació en llocs més segurs i accessibles, com una església a Mleta o alguns museus de Tbilisi. Entre ells hi ha estris donats pels eristhavis ('ducs') d'Aragvi i un candeler d'argent presentat a l'església de Lomisa per la princesa Ketevan (1744-1808), esposa del príncep reial georgià Vakhtang, resant a sant Jordi de Lomisa perquè els atorgui fills, en una inscripció sobre l'objecte.

## Festival anual de Lomisa

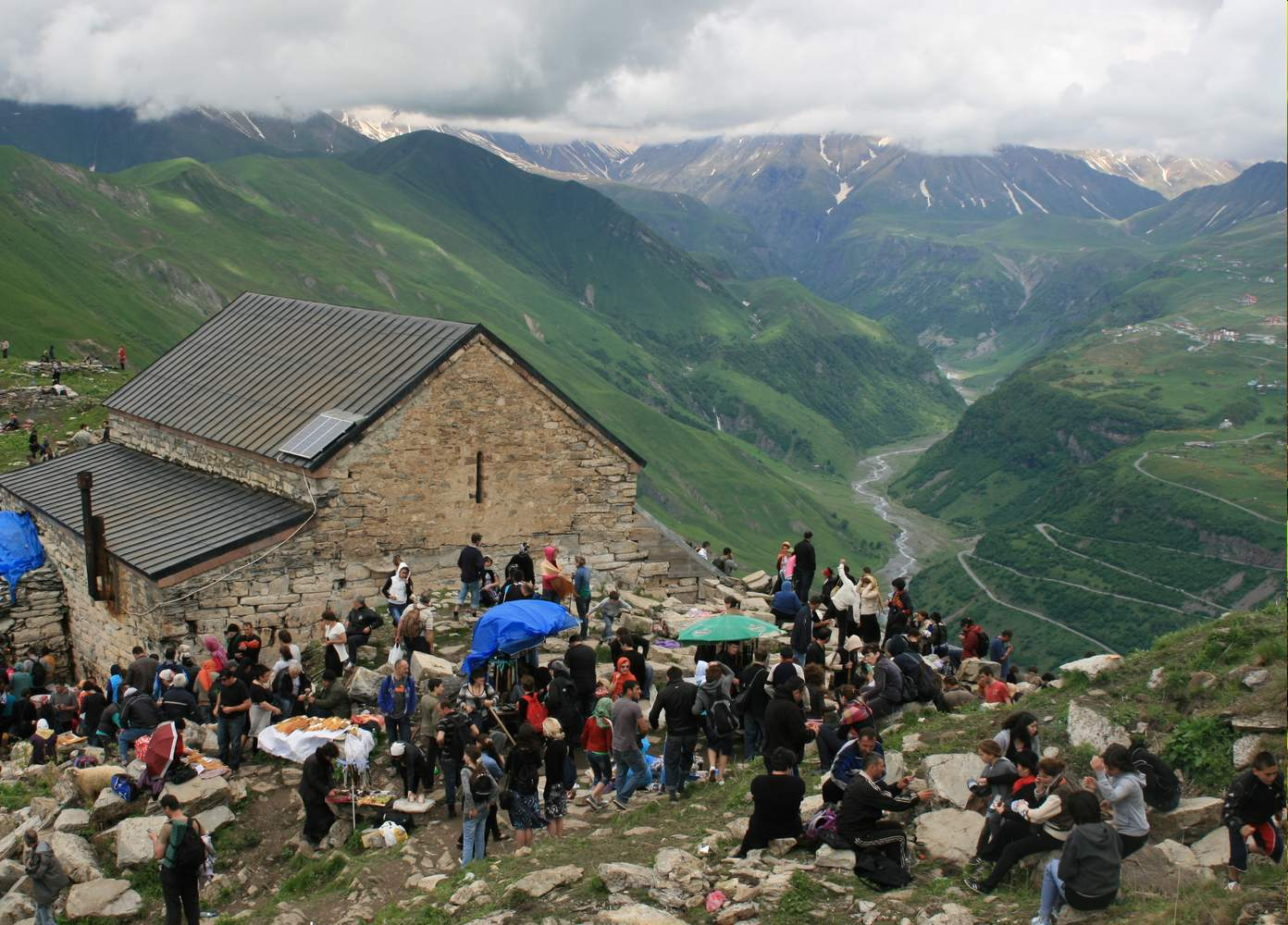
Festival de l'any 2011 a l'església de Lomisa.

L'església de Lomisa acull un festival anual, conegut com a «Lomisoba» (literalment, 'de Lomisa'), probablement un romanent d'un antic culte precristià superposat per la veneració de sant Jordi. Cada any, el dimecres de la setena setmana després de Pasqua, milers de persones de diverses regions de Geòrgia, especialment Mtiuleti, Khevi i Khevsureti, peregrinen fins a l'església de Lomisa. La festa inclou un gran sacrifici ritual d'animals, en què centenars de caps de bestiar, especialment ovelles, són sacrificades a la vall, no lluny de l'església. A la dècada de 2010, la tradició ha estat cada vegada més criticada pels activistes dels drets dels animals, però els vilatans han rebutjat abandonar-la. El clericat ortodox georgià ha declarat que l'Església ortodoxa georgiana «prefereix el sacrifici incruent», però no prohibeix la tradició de la matança d'animals i la supra concomitant (festa).